# Nebel (Astronomie)

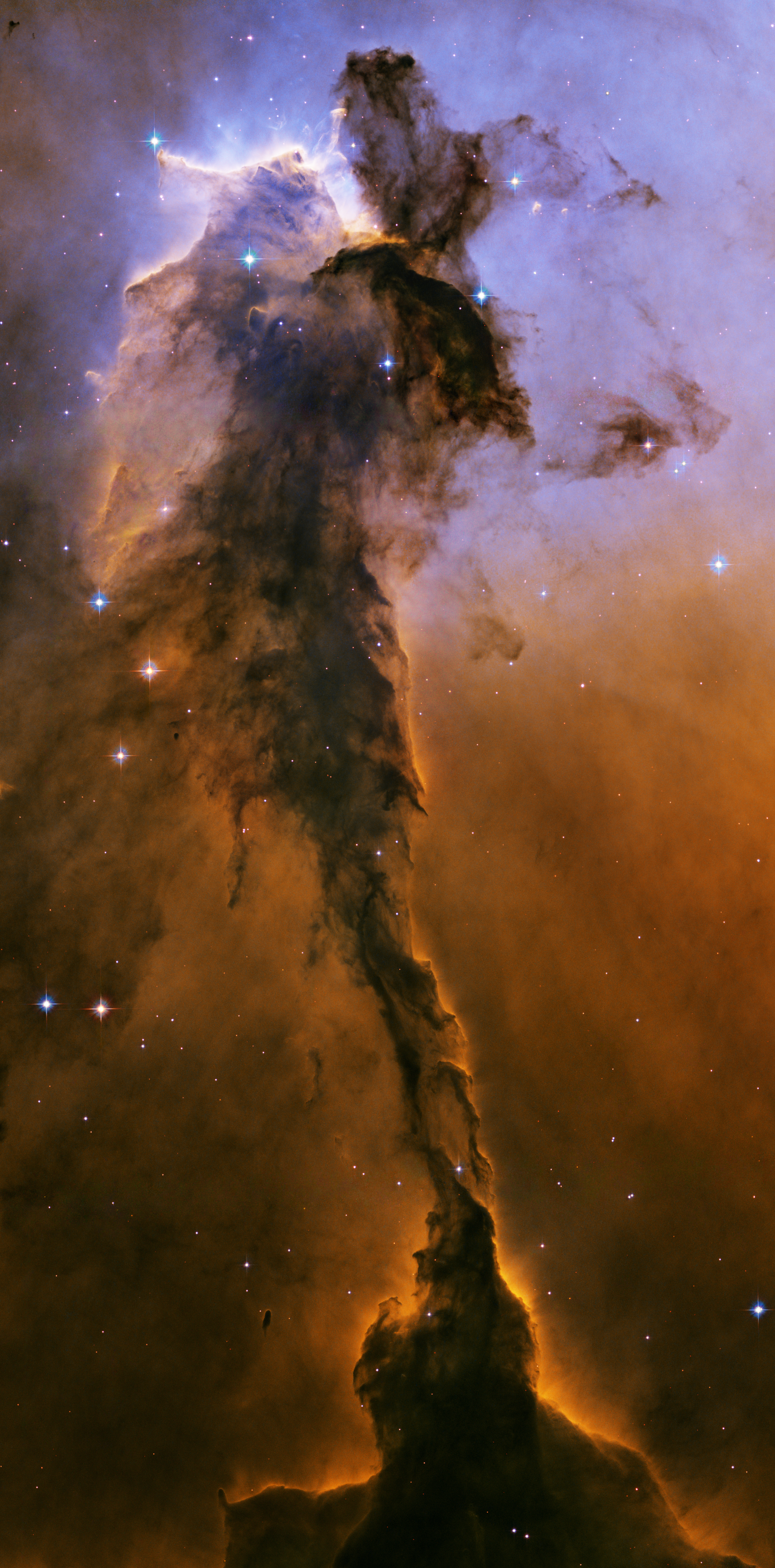
Adlernebel (Hubble)

Als Nebel (ahd. nebul, verwandt mit lateinisch nebula und altgriechisch νεφέλη nephélē sowie νέφος néphos ‚Wolke‘) oder Nebelflecke wurden in der Astronomie ursprünglich alle leuchtenden flächenhaften Objekte an der Himmelskugel bezeichnet. Dazu gehörten auch Sternnebel, also Galaxien (Spiralnebel) und Sternhaufen, da sie bei geringer Auflösung im Teleskop oder mit bloßem Auge als Nebelflecke erscheinen. Einige der Eigennamen solcher Objekte haben sich gehalten, so z. B. der Andromedanebel M 31 oder der Dreiecksnebel M 33.
Heute wird die Bezeichnung kosmischer Nebel jedoch fast ausschließlich für interstellare Wolken aus Staub und Gas verwendet, die je nach Art ihres Leuchtens in verschiedene Kategorien eingeteilt werden: Gasnebel, die Licht emittieren oder reflektieren, und Dunkelnebel, die Licht absorbieren. Für Galaxien hingegen, die früher als Spiralnebel bezeichnet wurden, ist die Verwendung nicht mehr üblich.
Das erste systematische Verzeichnis nebeliger Himmelsobjekte ist der von Charles Messier 1774 erstellte Messier-Katalog. Ein weiteres wichtiges Verzeichnis ist der New General Catalogue (NGC) von Johan Ludvig Emil Dreyer (1888). Beide enthalten neben Gas- und Staubnebeln auch Galaxien und Sternhaufen und werden heute noch eingesetzt.

## Wichtigste Nebelarten
- Emissionsnebel, die angeregt durch das Licht heißer Sterne selbst Licht durch sogenanntes Rekombinationsleuchten aussenden. Bekannte Beispiele sind der Orionnebel M42 oder der Lagunennebel M8
- Reflexionsnebel, die das eingestrahlte Licht naher Sterne reflektieren, wie z. B. in den Plejaden M 45
- Planetarische Nebel, bei denen die abgestoßenen Gashüllen eines heißen Sterns von diesem zum Leuchten angeregt werden, z. B. der Ringnebel M 57 in der Leier
- Supernovaüberreste – die mit hoher Geschwindigkeit auf die interstellare Materie treffenden und dadurch zum Leuchten gebrachten Gashüllen, die in der Supernova eines Sterns fortgeschleudert wurden, z. B. der Krebsnebel M 1
- gelegentlich Dunkelwolken (Dunkelnebel), die das Licht dahinterliegender Objekte absorbieren, also nicht leuchten, z. B. der Pferdekopfnebel B 33

Ebenfalls als Nebel wird in der Astronomie der Sonnennebel bezeichnet, die Gaswolke, aus der sich vermutlich unser Sonnensystem gebildet hat.
Demgegenüber werden die Sternhaufen heute nicht mehr als Nebel bezeichnet, auch wenn sie in kleinen Fernrohren als solche erscheinen.
Veraltet ist der Begriff „Nebelflucht“, der die mit der Entfernung zunehmende Fluchtbewegung von Galaxien beschreibt (die früher als „Nebel“ bezeichnet wurden).

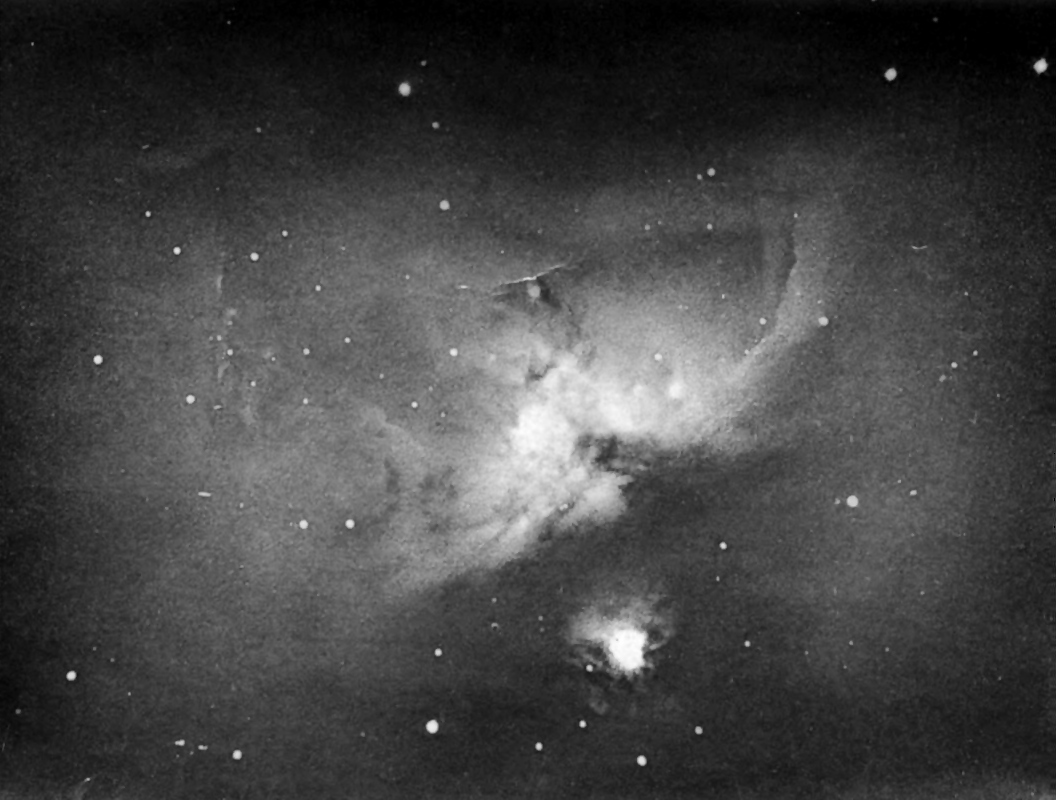
Orionnebel – Aufnahme von 1883 von Andrew Ainslie Common

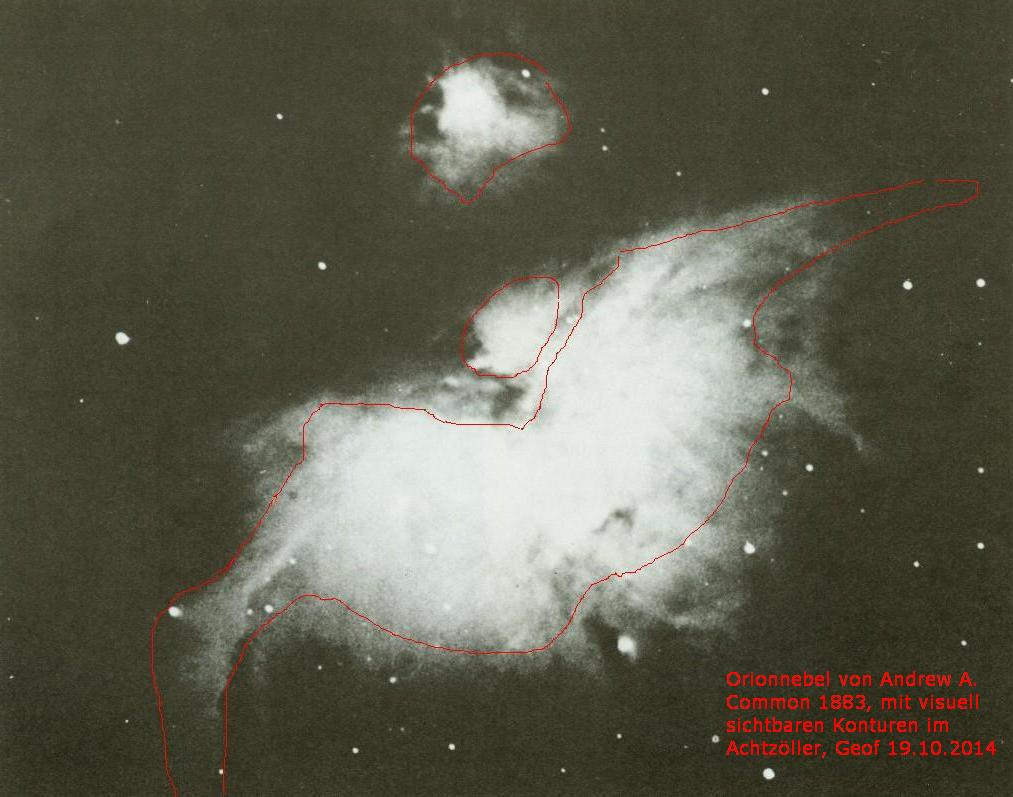
Obiges Foto mit den visuell sichtbaren Konturen (180° gedreht)

## Beobachtung
Visuell sind die Nebelobjekte nur eingeschränkt beobachtbar, weil die Flächenhelligkeit für unsere Augen oft zu gering ist. Hilfreich ist dabei die Methode des indirekten Sehens, bei der man das Objekt nicht direkt fixiert, sondern knapp daran vorbeisieht.
Die Astrofotografie kann hingegen auch sehr lichtschwache Nebel abbilden, weil die Fotoplatte bzw. der CCD-Sensor sehr lange belichtet werden kann.
Da in Büchern und Bildbänden heute meist nur die besten, von großen Teleskopen aufgenommenen Fotos zu sehen sind, sei an den beiden rechtsstehenden Bildern der Unterschied von fotografischer und visueller Beobachtung gezeigt. Das Foto von 1883 entstand auf einem mittelgroßen Instrument. Bei noch größerer Apertur und gegenüber einer Farbaufnahme wäre die Differenz noch wesentlich größer.

## Zur Geschichte der Nebel-Fotografie
Die Entwicklung der Fotografie begann zwar schon 1838 durch Louis Daguerre, war aber zunächst auf helle Objekte beschränkt. Die erste Aufnahme eines hellen Sterns gelang 1850 am Harvard Observatory mit einer Belichtungszeit von 100 Sekunden – für mehr reichte die Chemie der fotografischen Emulsion und die Nachführung des Fernrohrs nicht.
In den folgenden Jahrzehnten wurde die junge Astrofotografie zwar für Doppelsterne, Planeten und die Spektrografie eingesetzt, doch die erste Aufnahme eines Gasnebels -- des bekannten Orionnebels M42 -- gelang erst 1880 dem US-Astronomen Henry Draper auf einer neuartigen Bromsilber-Emulsion; bei weniger hellen Objekten war deren Flächenhelligkeit noch zu gering. Vier Jahre später wurde auch der Andromeda„nebel“ erfolgreich abgelichtet, der sich jedoch später nicht als Nebel, sondern als Galaxie erwies.
Die wichtigsten Fortschritte in der Nebelfotografie gelangen Max Wolf auf der von ihm gegründeten Landessternwarte Heidelberg-Königstuhl und Edward Barnard auf dem Mount Wilson-Observatorium in Kalifornien. Wolf entdeckte zahlreiche helle und dunkle Nebel in der sommerlichen Milchstraße, deren genaue Struktur 1905 von Barnard anhand von 480 präzis nachgeführten Fotos erforscht wurde. Nach Barnard wurden auch an die 100 von ihm entdeckten Dunkelnebel benannt, wie etwa Barnard 68.
Ab den 1920er-Jahren verdankt sich der Fortschritt
- einerseits den systematisch angelegten Durchmusterungen wie im thüringischen Sonneberg, dessen Archiv heute über 300.000 Fotoplatten umfasst und zu etwa 15.000 Entdeckungen veränderlicher Sterne und Planetoiden führte,
- andererseits dem Bau von für damalige Begriffe riesigen Spiegelteleskopen und Astrografen. Mit dem 2,5-Meter-Spiegel vom Mt. Wilson konnte man um 1930 die Spiralstruktur der Andromedagalaxie genauestens fotografieren und dabei am Außenrand  die ersten Cepheiden entdecken, mit denen man später die Expansion des Universums nachweisen konnte.

In den 1930ern wurden die ersten Bildbände mit Schwarz-Weiß-Fotografien vieler Gasnebel und Galaxien gedruckt, im deutschen Sprachraum z. B. von Robert Henseling Der neu entdeckte Himmel (Berlin 1935–1939). Nach dem Zweiten Weltkrieg wurde die Farbfotografie auch in der Astronomie zum Standard -- allerdings nicht „direkt“, sondern durch Überlagerung von meist drei Filteraufnahmen in verschiedenen Farben. Diese Technik wurde u. a. durch das Hubble-Weltraumteleskop perfektioniert. Zu den bekanntesten terrestrischen Astrofotografen zählt heute der anglo-australische Wissenschaftler David Malin, dessen so populäre Bildbände inzwischen Millionenauflagen erreichen und der Himmelskunde viele Amateure zuführten -- die ihrerseits verschiedene Techniken der Astrofotografie weiterentwickeln.
Seit den 1990er-Jahren hat nun die Entwicklung und Verfeinerung der CCD-Sensoren dazu geführt, dass die traditionellen Fotoplatten stark an Bedeutung verlieren und die meisten Fachfirmen ihre Herstellung eingestellt haben. Wesentlich wurde inzwischen auch die Entwicklung der fotografischen CMOS-Technik.